# Kindermann-Wolscht-Affäre
Die Kindermann-Wolscht-Affäre entspann sich um drei Reisende, die im Oktober 1924 eine Reise in die Sowjetunion antraten und im gleichen Monat noch in Moskau verhaftet wurden. In der Anklageschrift vom Juni 1925 wurde den Angeklagten Karl Kindermann, Theodor Wolscht und Maxim Napolinowitsch von Dittmar (auch: von Dittmarin oder von Ditmar) Spionage gegen die Sowjetunion und versuchter Mord an hohen Sowjet-Führern vorgeworfen. Der gegen die drei geführte Prozess stand in engem Zusammenhang zu dem nahezu zeitgleich in Leipzig abgehaltenen Tscheka-Prozess und spielte vor dem Hintergrund schwieriger deutsch-russischer Verhandlungen.

## Die handelnden Personen
Die als Kindermann-Wolscht-Affäre bekannt gewordene Affäre um drei Studenten, die im Oktober 1924 in die Sowjetunion reisten, spielte auf zwei Ebenen:
- Die erste Ebene betrifft die drei Studenten selber, die nach allem, was heute bekannt ist, Opfer eines sowjetischen Manövers zur Freipressung von in Deutschland angeklagten und verurteilten Agenten wurden.
- Die zweite Ebene spielt auf einer diplomatischen Ebene, auf der es um die deutsch-sowjetischen Beziehungen ging, für die sich die Kindermann-Wolscht-Affäre und der Leipziger Tscheka-Prozess zunehmend als Belastung erwiesen.

Auf der ersten Ebene der Kindermann-Wolscht-Affäre, die von Kindermann selber, aber auch von anderen Autoren, als Moskauer Studentenprozess bezeichnet wurde, ging es um drei Studenten, die – vermutlich aus Abenteuerlust – zu einer gemeinsamen Reise aufbrachen.
Dass die drei diese auch mit Vorschüssen und Honoraren deutscher Zeitungsverlage, so zum Beispiel vom Berliner Tageblatt finanzieren wollten, oder vorgaben, sich auch um Kontakte zu wissenschaftlichen Einrichtungen und Industriepartnern kümmern zu wollen, waren wenig überzeugende Gründe, ihnen Spionage gegen die Sowjetunion vorzuwerfen. Dass dies dennoch geschah, was in Deutschland außer von Egon Erwin Kisch von niemandem ernst genommen wurde, legt vor dem Hintergrund des späteren Gefangenenaustausches die Vermutung nahe, sie seien Bauernopfer in einem Spiel geworden, das ausschließlich dem Ziel diente, die Angeklagten im Tscheka-Prozess freizupressen.
Es ist fraglich, ob die Anklage und Verurteilung der drei Studenten ausgereicht hätte, Deutschland zur Auslieferung der Angeklagten im Tscheka-Prozess zu bewegen. Hierzu musste politisch-diplomatischer Druck aufgebaut werden, und in dessen Zentrum geriet schnell ein Mitarbeiter der deutschen Botschaft in Moskau: Gustav Hilger.
Hilger hatte Kindermann und Wolscht (von Dittmar hatte einen anderen Reiseweg gewählt) zufällig bei ihrer Einreise in die Sowjetunion kennengelernt und ihnen auch seine Visitenkarte überlassen, für den Fall, dass sie in Moskau einmal Hilfe benötigen sollten. Seine Erwähnung in der Anklageschrift gegen die drei Studenten führte zu einer schweren Belastung der deutsch-sowjetischen Beziehungen.

## Der Reiseplan
Im Moskauer Urteil vom 3. Juli 1925 heißt es: „Die reaktionären Kräfte Deutschlands, die unter faktischer Mithilfe der deutschen Sozialdemokratie die wiederholten Versuche der Arbeiterklasse, das Joch der kapitalistischen Sklaverei abzuwerfen, im Blute erstickt haben, haben aus ihrer Mitte die aktive terroristische Geheimorganisation ‚Consul‘ (‚G. O. C.‘) […] ausgeschieden.“ Diese Organisation Consul habe 1924 die Entsendung von Kindermann, Wolscht und von Dittmar nach Moskau beschlossen, „denen folgende Aufgaben und Pläne aufgetragen wurden, die durch die genauen Aussagen Kindermanns und Dittmars, zum Teil auch Wolschts als feststehend zu betrachten sind: die Auskundschaftung sowohl des inneren organisatorischen Aufbaus der Komintern und ihrer Verbindung mit der Kommunistischen Partei Deutschlands, als auch der Regierungsorgane der Union der Sozialistischen Sowjetrepubliken. Insbesondere hatten diese Personen den Auftrag, festzustellen, ob die Handelsvertretung und die bevollmächtigte Vertretung der Union der Sozialistischen Sowjetrepubliken mit der Kommunistischen Partei Deutschlands, insbesondere in Berlin und Riga, Verbindungen besitzt und welche. Eine weitere grundlegende Aufgabe dieser Gruppe bestand in der Vorbereitung und Durchführung von terroristischen Attentaten gegen Mitglieder des Zentralkomitees der Kommunistischen Partei Rußlands, die Genossen Stalin, Sinowjew, Trotzki und Dsershinski.“
Jenseits dieser „wie ein feuilletonistisch gehaltener Leitartikel eines kommunistischen Unterhaltungsblattes“ anmutenden Urteilsprosa waren die Reisepläne der drei Verurteilten wesentlich trivialer oder gar naiv. Der Anstoß zu dieser Reise ging von Karl Kindermann aus und war nicht zuletzt der Versuch, den unter den vorherrschenden wirtschaftlichen Verhältnissen nicht gegebenen beruflichen Perspektiven (er war Altphilologe) etwas entgegenzusetzen. Nach einer Polarfahrt Kindermanns an die Nordwestküste Spitzbergens im Sommer 1923 ist auch Abenteuerlust als Motiv für die Reise in die Sowjetunion nicht auszuschließen. Der von Kindermann ausgeheckte Plan sah eine etwa zweijährige Reise vor, deren eigentliches Ziel Peking sein sollte:
„1. Rußland diesseits des Urals. Mehrmonatlicher Aufenthalt in Moskau. Besuch der wirtschaftlich und wissenschaftlich wichtigsten Zentren wie: Leningrad, Jarosláwl, Wladimir, Nischni-Nówgorad, Odéssa und Kiew.
2. Mittelasien mit dem Zentrum in Irkútsk, Semipalatinsk, Barnaúl, Tomsk, Irkutsk, Reisen nach Riáchta, Urgá, Tschitá und in das Burjätengebiet.
3. Die arktische Zone. Von Irkutsk nach Jakútsk, Bulún und die Eismeerküste.
4. Das Amurgebiet.
5. Peking.“
Kindermann, der die Fahrt ursprünglich zusammen mit einem mit ihm befreundeten Inder unternehmen wollte, dem aber von der sowjetischen Botschaft ein Visum verweigert wurde, hatte inzwischen Theodor Wolscht kennengelernt und begonnen, mit Universitäten in seinen Zielgebieten zu korrespondieren. „Alle Zuschriften und Antworten aus Sibirien ließen erkennen, daß wir dort mit großer Freude aufgenommen würden und viele Einladungen sammeln können.“ Zwei wichtige Probleme aber waren noch zu lösen: Kindermann und Wolscht brauchten finanzielle Unterstützung für die Reise, und sie benötigten die Erlaubnis der sowjetischen Botschaft in Berlin zur Ein- und Durchreise.
Über die erfolgreiche Sponsorensuche der beiden schreibt Manfred Schmid: „So bewilligte ihnen der bekannte Chefredakteur des „Berliner Tagblatts“, Theodor Wolff, einen größeren Vorschuss auf Reiseberichte. Ebenso waren sie an verschiedene deutsche, früher in Rußland tätige Firmen mit dem Vorschlag herangetreten, über die dortigen Wirtschaftsverhältnisse zu berichten, Absatzquellen ausfindig zu machen und Geschäfte einzuleiten. Sogar von freiwilligen Spendern, die von dem Vorhaben der beiden jungen Leute gehört hatten, wurden sie mit namhaften Beträgen bedacht. Auch der Philosoph Oswald Spengler, mit dem Kindermann Kontakt aufgenommen hatte, unterstützte ihr Vorhaben.“ Alfred Erler beurteilte dies wohlwollend-skeptisch: „Der Plan selbst war gut und nur der Zeitpunkt unglücklich gewählt. Außerdem erwies sich der nominelle Leiter, Dr. Kindermann, als viel zu jung und schwierigen Verwicklungen nicht gewachsen. Das schließt übrigens nicht aus, daß bei normaler politischer Konstellation wertvolle Früchte für die Wissenschaft hätten gezeitigt werden können. Die Begeisterung tut oft viel.“
Weniger erfolgreich verliefen zunächst die Versuche, von der sowjetischen Botschaft die nötigen Papiere für einen Aufenthalt in der Sowjetunion zu erhalten. Hier kam dann von Dittmar ins Spiel, der von den Reiseplänen erfahren und sich selbst als Reisepartner angeboten hatte. „Die arglosen Studenten schenkten ihm Vertrauen und übertrugen ihm die Verhandlungen mit der russischen Botschaft. Auf einmal wehte von Moskau her ein anderer Wind. Die russischen Behörden schienen sich plötzlich für die Expedition zu interessieren, stellten allerlei Unterstützung in Aussicht und forderten nur, daß die Studenten vor Antritt der großen Reise ein Semester in Moskau zubringen sollten. Die jungen Leute gingen mit Freuden darauf ein, als ihnen Hoffnung auf freie Fahrt I. Kl. auf russischen Bahnen sowie auf freie Wohnung und Verpflegung in der berühmten Sowjetzentrale gemacht wurde. Sie rechneten außerdem darauf, mit den Sowjets persönlich Fühlung zu gewinnen.“
Erler fragt nach den Gründen für dieses plötzliche Entgegenkommen seitens der Botschaft. Eine definitive Antwort kann er nicht bieten, nur Hypothesen. Eine besagte, die Sowjets hätten es auf von Dittmar abgesehen gehabt, weil sie den für einen estnischen Spion hielten. Nach der zweiten handelte es sich um eine planmäßige Falle für die zu Opfern auserkorenen Kindermann und Wolscht. Der weitere Verlauf der Geschichte scheint für die These von der planmäßigen Falle zu sprechen, auch wenn sie bis heute nicht als erwiesen angesehen werden kann. Die These klingt plausibel vor dem Hintergrund, dass Kindermann und Wolscht das Faustpfand waren für den Austausch des im eingangs erwähnten Tscheka-Prozess zum Tode verurteilten Woldemar Rose alias Peter Alexander Skoblewsky. Der war im März 1924 verhaftet worden; der Prozess gegen ihn begann allerdings erst im Frühjahr 1925. Im Klartext hieße dies, dass die Verhaftung Skobolewskys den Umschwung in der Berliner Sowjetbotschaft bewirkt hätte. Die sich dadurch aufdrängende Frage, ob die Sowjets damals eine so vorausschauende Taktik entwickelt haben, lässt sich nicht beantworten.

## Die Reise nach Moskau und die Verhaftung
Am 9. Oktober 1924 begann für Kindermann und Wolscht ihre Reise nach Moskau in Berlin. Sie führte sie zunächst nach Riga, wo sie in den direkten Zug von Riga nach Moskau umstiegen. Diese hier beginnende Fahrt empfand Kindermann als wahre Luxusreise.
Von Dittmar war einige Tage vorher bereits nach Estland aufgebrochen, um dort noch seine Mutter zu besuchen; er wollte an der lettisch-russischen Grenze zu seinen Reisepartnern dazustoßen, verspätete sich aber und traf erst in Moskau mit ihnen zusammen. Dafür lernten Kindermann und Wolscht während der Fahrt den an der deutschen Botschaft in Moskau tätigen Gustav Hilger kennen: „Er interessierte sich für unsere Reise und gab uns manche guten Ratschläge. In liebenswürdiger Weise machte er uns mit verschiedenen wichtigen Verordnungen bekannt, deren Kenntnis für jeden Ausländer in Sowjetrußland wertvoll war. Als er von unserer Absicht vernahm, eine Studienreise nach Sibirien zu unternehmen, erklärte er sich bereit, uns mit seinem Rate beizustehen und lud uns freundlich ein, in der nächsten Zeit einmal auf der deutschen Botschaft vorzusprechen.“
Angesichts der Schwierigkeiten, die für Hilger später mit dieser Begegnung verbunden waren und die zu schweren diplomatischen Verwicklungen zwischen Deutschland und Russland führten, ist es angebracht, diese Begegnung auch aus Hilgers Schilderung kennenzulernen. Dieser empfand die Reisepläne von Kindermann und Wolscht als „ebenso fantastisch wie undurchführbar. Ich machte die jungen Leute darauf aufmerksam, daß eine Einreise nach Zentralasien für Ausländer grundsätzlich verboten sei, daß eine Reise nach dem Kap Tscheljuskin, das jenseits des Polarkreises liegt, eine überaus schwierige und kostspielige Expedition darstelle und daß eine wirtschaftliche Betätigung im Interesse ausländischer Firmen infolge des in der Sowjetunion bestehenden Außenhandelsmonopols ohne besondere Genehmigung strafbar sei. Meine Gesprächspartner ließen sich jedoch nicht überzeugen. Mit jugendlichem Eigensinn hielten sie an der Behauptung fest, daß sie alles wohlüberlegt und vorbereitet hätten. Daß es in Wirklichkeit damit kläglich bestellt war, zeigte schon bei der Zollkontrolle der Zustand ihres sehr dürftigen, im Übrigen aber völlig harmlosen Gepäcks. Ich hielt es für meine Pflicht, den jungen Leuten das Versprechen abzunehmen, daß sie sich nach ihrer Ankunft in Moskau bei mir melden würden, da ich fest entschlossen war, sie vor unbedachten Schritten zurückzuhalten. Ich übergab ihnen deshalb meine Visitenkarte mit Adresse und Telefonnummer. Diese Karte sollte später eine unliebsame Rolle spielen.“ Jörn Happel zitiert aus anderen Quellen noch mehr Details aus diesem Zusammentreffen zwischen Hilger und den beiden Moskaureisenden, das diese als reichlich naive Menschen erscheinen lässt, denen er aber dennoch helfen wollte. Aus dieser Sicht handelte es sich nicht um eine unverbindliche Einladung zu einem Besuch in der deutschen Botschaft, sondern um eine nachdrückliche Aufforderung, um sie vor weiteren Gefahren zu schützen. Trotz eines abermaligen telefonischen Kontakts mit Hilger kamen die beiden aber dieser Aufforderung bis zu ihrer Verhaftung in der Nacht vom 26. auf den 27. Oktober 1924 nicht nach.
Um den 16. Oktober 1924 herum kamen Kindermann und Wolscht in Moskau an und fühlten sich freundlich aufgenommen – wie sie glaubten, auch deshalb, weil sie als kommunistische Genossen wahrgenommen worden seien. Auch von Dittmar traf nun ein, und die drei absolvierten in den nächsten Tagen ein eher touristisches Programm in der Stadt, zu dem auch der Besuch des Lenin-Mausoleums gehörte. Am dritten Tag ihres Aufenthaltes nahmen sie Kontakt zur Komintern auf, um sich für ihre Einladung nach Moskau zu bedanken und um weitere Unterstützung zu bitten. Dort lernten sie Heinz Neumann kennen, der ihnen weitere Hilfen zusagte und ihnen eine Unterkunft in einem Emigrantenheim verschaffte, wo sie häufige und überwiegend freundliche Kontakte zu deutschen Emigranten pflegten. Das muss der Zeitpunkt gewesen sein, an dem Kindermann euphorisch einen Brief an seine Eltern schrieb:

„... Wir bewohnen zusammen ein großes, geräumiges, vom Volkskommissariat für Wissenschaft und Aufklärung uns freundlichst angewiesenes Zimmer. Die Gastfreundschaft, welche uns von seiten unserer russischen Genossen entgegengebracht wird, ist einzigartig, liebenswürdig. Man wird uns in alle Institute einführen, alles erklären und uns Gelegenheit geben, das Hochschulwesen des Sowjetstaates kennenzulernen … Wir sind fast täglich eingeladen. In unserem Hause befindet sich die russische Abteilung der europäischen Studentenhilfe, die von Amerikanern und Engländern geleitet wird... Wir haben seit gestern mit deutschen Genossen Bekanntschaft gemacht. Im Heim der politischen Emigranten, wo sich alle Flüchtlinge aufhalten, sind wir Gäste geworden und werden die schönen Stunden, die wir da zubringen, nie vergessen.“

Von Dittmar war es unterdessen gelungen, für den 27. Oktober eine Einladung zu einem Besuch bei Lunatscharski und der Krupskaja zu arrangieren. Dann am 21. Oktober erhielten sie einen neuen Zimmergenossen, dessen Anwesenheit sie beunruhigte. Wenige Tage später, am 26. Oktober, erwies sich durch einen Zufall die Vorahnung als richtig: Dieser „Genosse Friedmann“ war ein auf sie angesetzter Spitzel der OGPU. Kindermann hoffte darauf, am nächsten Tag darüber mit Heinz Neumann reden zu können, damit die aus ihrer Sicht ungerechtfertigte Bespitzelung beendet würde.
Zu dieser Unterredung mit Neumann kam es ebenso wenig wie zu der mit Lunatscharski und Krupskaja, denn noch in derselben Nacht wurden sie verhaftet. Im Rückblick auf diese Verhaftung schrieb Kindermann: „Als ich nach acht Monaten die Prozeßakten studierte, fand ich allerlei Protokolle mit Aussagen deutscher Kommunisten aus dem Emigrantenheim. Deren Behauptungen waren ebenso töricht wie unwahr. Die Leute hatten alle Fragen des Untersuchungsrichters nach dessen Wünschen beantwortet. Damit war erwiesen, daß wir von deutschen Landsleuten an die Moskauer OGPU ausgeliefert worden waren. Besonders war der Vertreter der KPD bei der Komintern, der heutige Reichstagsabgeordnete Heinz Neumann, dabei beteiligt.“
Kindermann, Wolscht und von Dittmar landeten in der Lubjanka, wo sie in getrennten Zellen untergebracht wurden.

## Haft und Verhöre
Lamar Cecil vermutet den Grund für die Verhaftungen in Kindermanns Verhalten: „In der Herberge scheint Kindermann, der Kommunist aus Bequemlichkeit und von Natur aus ein Angeber, mehrere überlaute Kritiken gegen das Sowjetregime geäußert zu haben, die die jungen Kommunisten im Gebäude verärgert haben. Sie wiederum meldeten Kindermanns Schmährede an GPU-Agenten, die in der Herberge stationiert waren.“ Kindermann selber beschreibt sein Verhalten als eher untadelig. Zwar waren ihm allmählich manche Widersprüche in seiner Umgebung aufgefallen, er lässt aber nicht erkennen, dass er sich dazu anderen Bewohnern des Emigrantenheimes gegenüber in der von Cecil unterstellten Weise geäußert hat. Was er aber berichtet, ist, dass andere Emigranten in Gesprächen mit ihm durchaus harsche Kritik an ihren Moskauer Lebensumständen geübt haben. Ob das ehrlich gemeinte Kritik war, oder ob auf diese Weise versucht wurde, Kindermann seinerseits zu negativen Äußerungen über das Sowjetsystem zu verleiten, die dann als Verhaftungsgründe herangezogen werden konnten, muss offen bleiben. Deshalb muss auch Cecil einräumen – unter der Annahme, dass von Dittmar ein russischer Spion gewesen sei –, dass „die Meinung des Reichskommissars für öffentliche Ordnung, dass die Verhaftung bereits arrangiert worden sei, bevor Kindermann und Wolscht Berlin verlassen hätten, eine gewisse Grundlage zu haben scheint“.
Es gab aber offenbar auch noch eine weitere Anschuldigung, die sich vor allem gegen Kindermann richtete: In seinem Buch Tagebuch der Hölle behauptete Richard Hermann Krebs, alias Jan Valtin, Kindermann habe homosexuelle Tendenzen erkennen lassen. Dies habe Heinz Neumann zusammen mit kritischen Bemerkungen über die Sowjetunion die Vorlage für die Denunziation der drei bei der GPU geliefert.
Von der Verhaftung der drei erfuhr die deutsche Botschaft zuerst durch Mitglieder einer amerikanischen Studentenorganisation, die Räume im gleichen Gebäude unterhielt, in dem auch Kindermann, Wolscht und von Dittmar wohnten. Eine offizielle Benachrichtigung der Botschaft durch die russischen Behörden erfolgte erst am 13. November 1924. Seitens der Botschaft war man zunächst nicht allzu sehr beunruhigt und hoffte auf eine baldige Freilassung der Inhaftierten. „Als aber im Dezember 1924 der Botschafter in dieser Angelegenheit bei Tschitscherin persönlich vorstellig wurde, erklärte dieser: ‚Hilgers Menschenkenntnis hat ihn in diesem Falle offenbar im Stich gelassen‘, es habe sich nämlich inzwischen herausgestellt, daß Kindermann und Wolscht keineswegs harmlose junge Leute seien, sondern abgefeimte Verbrecher, die in die Sowjetunion gekommen seien, um schweres Unheil anzustiften. Auf des Botschafters Bitte um nähere Angaben erklärte Tschitscherin, es handele sich um ein schwebendes Verfahren, über das er noch nichts Konkretes mitteilen könne.“
Inzwischen hatten die Verhöre der Inhaftierten begonnen. Kindermann wurde erstmals in der Nacht vom 4. auf den 5. November 1924 vernommen. Er wurde mit dem Vorwurf konfrontiert, aus der Fremdenlegion nach Russland gekommen zu sein, um hier Spionageaufträge für deutsche Faschistenverbünde zu erledigen. Zugleich wurden ihm angebliche Geständnisse seiner Kameraden Wolscht und von Dittmar vorgelegt, die ihre Spionagetätigkeit ebenso gestanden hätten wie ihre Arbeit für die Organisation Consul. Da Kindermann alles abstritt und darauf verwies, als Kommunist in die Sowjetunion gekommen zu sein, wurde ihm mitgeteilt, dies würde durch die KPD überprüft werden, was aber Wochen oder gar Monate in Anspruch nehmen könne.
Die Zeit danach verbrachte Kindermann in verschiedenen Gefängniszellen, ohne dabei in Kontakt zu seinen früheren Begleitern zu kommen. In dieser Zeit bemühte sich insbesondere der Vater von Kindermann darum, in Deutschland Unterstützung für seinen Sohn zu mobilisieren und über dessen frühere Professoren das Auswärtige Amt in Berlin zu diplomatischen Interventionen zu bewegen. „Auf Anweisung des Reichsaußenministers Gustav Stresemann bemühte sich daraufhin die deutsche Botschaft in Moskau intensiv um die Freilassung der beiden deutschen Studenten (der dritte Student, Max von Dittmar, fiel als estnischer Staatsangehöriger nicht in ihren Zuständigkeitsbereich).“
Während diese Bemühungen um eine Freilassung keinen Erfolg brachten, fand im Januar 1925 das nächste Verhör von Karl Kindermann statt. Nun beschuldigte der Untersuchungsrichter „meine Kameraden und mich, im Auftrag der deutschen Rechtskreise und der Sozialdemokratie nach Rußland gekommen zu sein, um ein Attentat gegen Trotzki und Stalin durchzuführen“. Würde er dies weiterhin leugnen, müsse man ihn leider erschießen. Da Kindermann nichts gestand, wurde er wieder in die Zelle zurückgebracht, bis in der letzten Januarwoche eine Serie von nächtlichen Verhören einsetzte, in deren Verlauf er ein Geständnis ablegte. Kindermann machte dafür Provokationen durch einen in die Zelle eingeschleusten Spitzel der OGPU verantwortlich und behauptete später das Geständnis sei ihm unter Hypnose abgerungen worden.
Inzwischen war die Affäre um die drei Inhaftierten zu einer Angelegenheit auf höchster Ebene geworden. „Am 7. Februar 1925 beriet das Politbüro des ZK der KP der Sowjetunion auf Vorschlag des Volkskommissariats für auswärtige Angelegenheiten über die bereits am 26. Oktober 1924 durch die OGPU verhafteten deutschen Studenten Karl Kindermann, Theodor Wolscht und Max von Dittmar. Zu dieser Angelegenheit sollte eine Kommission gebildet werden. Auch ging es um die Frage, ob Vertreter der deutschen Botschaft zu den Verhafteten vorgelassen werden sollten.“ Bereits am 12. Februar erfolgte ein Beschluss, der unter anderem vorsah, der deutschen Botschaft keinen Zutritt zu den Inhaftierten zu gewähren, die vorliegenden Geständnisse der Verhafteten auszugsweise zu veröffentlichen und ausländischen Korrespondenten einen Einblick in deren Haftbedingungen zu gewähren. Am entscheidendsten aber für das weitere Schicksal von Kindermann, Wolscht und von Dittmar war der vierte Punkt des Beschlusses: „Die maximale Ausnutzung dieser Angelegenheit bei den Verhandlungen mit der deutschen Regierung als notwendig zu betrachten. Diese Angelegenheit ist zu verbinden mit dem bevorstehenden kommunistischen [sic] Prozess in Deutschland über die ‚ČK' sowie mit anderen Prozessen, bei denen gegen russische Staatsbürger Anklage erhoben wurde.“ Mit anderen Worten: Die Drei sollten zur Verhandlungsmasse für die laufenden Verhandlungen mit Deutschland um den Verlauf und den Ausgang des Tscheka-Prozesses gemacht werden.
In der Nacht nach dem Geständnis wurde Kindermann zu einer Besprechung zu Felix Edmundowitsch Dserschinski, dem Chef der OGPU, gebracht, an der unter anderem auch Michail Abramowitsch Trilisser, der Leiter der Auslandsabteilung der OGPU, teilnahm. Im Verlauf dieser Besprechung wurde ihm die Mitwirkung bei der „Inszenierung eines großangelegten Sensationsprozesses“ vor dem Obersten Gericht der Sowjetunion angeboten, wofür ihm das sowjetische Staatsbürgerrecht und eine Entschädigung in Dollar in Aussicht gestellt wurde. Kindermann lehnte ab und ließ sich auch nicht durch die Hinweise auf eine bereits gegen ihn lancierte Pressekampagne in Deutschland umstimmen. Auf dem Rückweg in die Zelle wurde er einer Scheinerschießung ausgesetzt. In der Zeit danach versuchte er durch vorgespielten Wahnsinn und mehrere Hungerstreiks, immer wieder unterbrochen von Mitwirkungsangeboten seitens der OGPU, seine Situation zu verbessern. „Ich habe in der Zeit von Mitte Februar bis Mitte Juni im ganzen neun Mal Hungerstreik gemacht und im Verlauf von vier Monaten volle 57 Tage gehungert. Nur meine jugendliche Energie, die Verzweiflung, der Wille zum Leben und der Wunsch nach Freiheit haben mich diese unsäglich Tortur ertragen lassen.“
Am 5. März 1925 befasste sich das ZK der Russischen Kommunistischen Partei erneut mit dem Fall Kindermann. Hintergrund war, dass die Verhaftung Kindermanns offenbar unter deutschen Kommunisten Unmut erregt hatte, weshalb beschlossen wurde, dem ZK der KPD „vorzuschlagen, sowohl die Parteimitglieder als auch die Arbeiter überhaupt darüber in Kenntnis zu setzen, auf welche Weise Kindermann in die KPD eingetreten ist“. Warum das aus der Sicht des ZK als notwendig erachtet wurde, beleuchten Hermann Weber et al.: „Der Vater Karl Kindermanns, Hermann Kindermann, war für eine gewisse Zeit aktives SPD- und KPD-Mitglied. 1925 betrieb er, nachdem er sich aus der Politik verabschiedet hatte, ein Inkassounternehmen in Durlach. Dort beschäftigte er den örtlichen KPD-Vorsitzenden, den er aus seiner Zeit als Kommunist kannte, und den wiederum Karl Kindermann zwecks beschleunigten Erhalts des Sowjetvisums um Aufnahme in die KPD bat. Dabei entrichtete er seine Mitgliedsbeiträge gleich für mehrere Jahre, wodurch Kindermann eine KPD-Mitgliedschaft seit 1920 angerechnet wurde, jedoch in seinem Mitgliedsausweis ausschließlich Beitragsmarken von 1924 klebten. Das machte das Dokument wiederum bei der GPU verdächtig.“ Zugleich wurde eine verstärkte Pressearbeit zu dem Fall beschlossen, zu der die in- und ausländische Presse mit solchen Verhörmaterialien bekanntgemacht werden sollte, „die in Übereinstimmung mit dem weiteren Ermittlungsinteresse präsentiert werden können“.
Ebenfalls im März 1925 besuchte eine Gruppe deutscher Kommunisten die Lubjanka. Unter Trilissers Führung erhielten sie auch einen Einblick in Kindermanns Zelle. Die war allerdings vorher gründlich gereinigt worden, und ihm selber war zuvor die Vergünstigung eines Bades eingeräumt worden. „Bald darauf erschien in zahlreichen deutschen Zeitungen eine Meldung, daß mich verschiedene Deutsche besucht hätten, die sich über meine ausgezeichnete Behandlung sehr zufrieden geäußert hätten. Gleichzeitig wurden alle Behauptungen der bürgerlichen Presse über das angeblich schlechte Befinden der Studenten entrüstet zurückgewiesen.“
Kindermann und seine Mitangeklagten blieben derweil weiter im Ungewissen über ihre Situation, und zumindest Kindermann wurde auch nicht mehr verhört: „März, April, Mai und einen Teil des Juni verlebte ich einsam. […] Die Hungerstreiks setzte ich fort. Meine Lage wurde immer verzweifelter.“

## Der Prozess
In der Zwischenzeit hatte vom 10. Februar bis 22. April 1925 vor dem Staatsgerichtshof in Leipzig der Tscheka-Prozess stattgefunden. Er endete mit drei Todesurteilen, unter anderem auch für Woldemar Rose alias Peter Alexander Skoblewsky. Als „eigenartiges Gegenstück“ zum Tscheka-Prozess konnten nun auch die sowjetischen Aktivitäten gegen Kindermann, Wolscht und von Dittmar wieder Fahrt aufnehmen – allerdings mit einem gewissen zeitlichen Abstand.
Anfang Juni wurde Kindermann erstmals wieder zu einem Verhör vorgeladen und dabei mit seiner Prozessakte konfrontiert. Einige Tage später, am 18. Juni 1925, wurde dann in „der Sitzung des besonderen Kollegiums des Obersten Gerichts der Sowjetunion“ in der Strafsache „betreffend die gegen die Bürger Kindermann, Wolscht und Ditmar […] erhobene Anklage“ die Anklageschrift abgesegnet und beschlossen, „die Gerichtsverhandlung auf den 24. Juni I. J. […] festzusetzen“. Bereits am 19. Juni war es dann so weit, dass, so Gustav Hilger, „die Bombe platzte und die gesamte Sowjetpresse eine Anklageschrift gegen Kindermann und Wolscht veröffentlichte mit der Beschuldigung, sie seien in die Sowjetunion eingereist, um unter anderem Stalin und Trotzky mit Zyankali zu vergiften. Dazu hätten sie sich, wie aus meiner bei ihnen vorgefundenen Visitenkarte hervorgehe, meines Rates und meiner Beihilfe versichert. Jetzt war der Zweck der sowjetischen Aktion klar: die Sowjetregierung wollte zum Leipziger Prozeß und zur Kompromittierung eines Mitgliedes ihrer Berliner Botschaft ein eindrucksvolles Gegenstück schaffen.“
Der Prozess, bei dem Nikolai Wassiljewitsch Krylenko die Anklage vertrat und in dem als Dolmetscher Max Levien und als Protokollführer Béla Kun mitwirkten, begann am 24. Juni 1925 und war nach Einschätzung von Jörn Happel „mustergültig vorbereitet“. Er zitiert einen zum Prozessauftakt erschienenen Leitartikel in der größten Zeitung der Ukraine, der den Titel trug »Zum Prozess deutscher Faschisten« und folgendermaßen endete: „Gleichzeitig bedarf die Tätigkeit deutscher Diplomaten einer Beleuchtung; einer von ihnen, Herr Hilger, war augenscheinlich in die Maskerade mit den kommunistischen Dokumenten eingeweiht, mit denen sich die deutschen Terroristen versehen hatten. Wir wissen, womit sich vornehmlich polnische Konsuln und Räte der Polnischen Gesandtschaft in der Sowjetunion beschäftigen. Erwarten uns etwa gleiche Überraschungen bei einer näheren Betrachtung der ›außerdiplomatischen‹ Betätigung deutscher Diplomaten?“ Diese Angriffe auf die deutschen Diplomaten, allen voran Gustav Hilger, sorgten auch in Berlin für Aufregung und alarmierten Gustav Stresemann, der von einem lächerlichen Pendant zum Leipziger Prozess sprach und sich ebenfalls sicher war, dass es nur darum ginge, „Austauschobjekte für Skobolewski […] zu gewinnen“.
Für die drei Angeklagten dürften derartige Überlegungen wenig relevant gewesen sein. Kindermann wurde gleich zu Prozessbeginn erklärt, „daß ich wegen Vergehens gegen § 61 und 64 des Strafkodex der USSR. angeklagt sei und wahrscheinlich erschossen würde“. Auch dass die Widersprüchlichkeit und Unhaltbarkeit der gegen sie erhobenen Vorwürfe nicht nur den Angeklagten selber offensichtlich war, sondern auch dem überwiegenden Teil der deutschen Presse, die Die Rote Fahne ausgenommen, dürfte in der konkreten Situation kein Trost gewesen sein. Hinzu kamen falsche Geständnisse, deren Widerruf und auch ungeschicktes Verhalten einerseits, Spitzelberichte und als Zeugen oder „Sachverständige“ getarnte Spitzel oder GPU-Agenten andererseits. Am unangenehmsten hat sich hier offenbar der oben schon erwähnte Heinz Neumann verhalten, der sich mit einem Zerrbild der deutschen Wirklichkeit hervortat, das den Vertreter der deutschen Botschaft veranlasste, als Zeichen des Protests den Gerichtssaal zu verlassen.
Am 3. Juli 1925, nachts 1 Uhr, war das Urteil verkündet:
„Auf Grund des Dargelegten verurteilt das Besondere Kollegium des Obersten Gerichts der Union der Sozialistischen Sowjetrepubliken
1. Karl Kindermann,
2. Theodor Wolscht,
3. Maxim von Dittmar,
a) aufgrund des § 61 des Strafkodexes der RSFSR und gemäß § 58 Absatz 1 des Strafkodexes zum höchsten Strafmaß;
b) auf Grund des § 64 des Strafkodexes der RSFSR und gemäß § 58 Absatz 1 des Strafkodexes zum gleichen Strafmaß und insgesamt zum höchsten Strafmaß, zur Erschießung.
Das Urteil ist endgültig und es kann dagegen auf dem Wege der Berufung keine Beschwerde eingelegt werden.“ Das Urteil erfolgte einstimmig. Gustav Hilger wurde darin namentlich nicht mehr erwähnt; „Hauptschuldige waren die deutschen rechten Kreise“.
Dass dieser Moskauer Prozess eine bewusste Antwort auf den Leipziger Tscheka-Prozess sein sollte, dessen Urteil „im Resultat eines Strafverfahrens mit einer ›Kette von Rechtsverstößen‹“ entstanden war, machte auf Egon Erwin Kisch wenig Eindruck. Er übte zwar berechtigte Kritik an dem Leipziger Prozess, stellte sich aber zugleich auf die Seite der Moskauer Anklage gegen Kindermann, Wolscht und von Dittmar und höhnte nach der Verkündung der Todesurteile, die Gefahr zu deren Vollstreckung habe nicht bestanden. Es bleibt Stefan Großmann vorbehalten, im Tage-Buch darauf zu antworten:

„Kisch findet, daß die Gefahr, die Hinrichtung der drei werde vollstreckt werden, nie bestanden hat. Nun, vorläufig sind sie zum Tode verurteilt. Es freut mich, daß das Todesurteil Kischs Schlaf nicht weiter stört, es besteht nur die Befürchtung, daß die Verurteilten selbst weniger gut schlafen, und auch ihre Väter, Mütter, Bräute, Brüder sind vielleicht nicht so herzlich-unbesorgt. Aber werden denn Todesurteile ausgesprochen, damit man ihnen nicht glaubt? Das Todesurteil als neckischer Zeitvertreib – man muß sehr robuste Nerven haben, um diese Moskauer Späße nett zu finden.[…]
Ja, Egon Erwin Kisch, war gegen die Schande des Leipziger Hochverratsprozesses, in welchem die Verteidiger hinausgeworfen wurden, in welchem ein geisteskranker Epileptiker sich und seine früheren Genossen in den Tod reiten wollte, wer gegen den Prozeß des Herrn Níedner nicht protestierte, der hat kein Recht, sich über Moskau aufzuregen. Hier also darf es geschehen!
Dennoch, zuletzt, eine sehr melancholische Frage: Haben wir uns nicht überhaupt Justiz in einem sozialistischen Staate ein bißchen anders vorgestellt? Haben wir nicht gehofft, daß der sozialistische Staat endlich die praktische Konsequenz aus dem Determinismus ziehen werde? Sozialismus, so lernten wir, ist in Leben umgewandelte Wissenschaft. Keines Menschen Wille ist frei – und da steht in Moskau nicht bloß das alte Arme-Sünderbänkchen der Angeklagten, ganz wie einst, Richter sprechen Todesurteile aus, ganz wie im barbarischen Zeitalter der ‚Abschreckungstheorie‘, und sogar die alten Polizeihalunken treten als Hauptbelastungszeugen auf, tout comme chez nous. Moskau, das bedeutet ein in schlechteren Formen arbeitendes Leipzig.
Zu welchem Zweck einst die Weltrevolution begonnen wurde!“

## Die Affäre um Hilger
Gustav Hilger war über seine Visitenkarte, die er im Oktober 1924 Kindermann während der gemeinsamen Zugreise gegeben hatte, direkt in den Prozess mit hineingezogen worden. Mehr konnte ihm eigentlich nicht vorgeworfen oder nachgewiesen werden. Dass sein Name in der Anklageschrift noch besonders herausgestellt worden war, im Urteil aber keine Erwähnung mehr fand, war nach Happel vermutlich den diplomatischen Bemühungen des deutschen Botschafters Ulrich Graf von Brockdorff-Rantzau geschuldet. Doch die deutsche Seite verlangte mehr: eine Ehrenerklärung für Gustav Hilger. Die Verhandlungen um eine solche Erklärung fanden statt vor dem Hintergrund deutsch-sowjetischer Wirtschaftsverhandlungen, die von deutscher Seite aus ausgesetzt worden waren, deren Wiederaufnahme aber von beiden Seiten gewollt war. Die Angelegenheit wurde noch dadurch erschwert, dass eine Ehrenerklärung Sache des sowjetischen Außenministeriums (Narkomindel) gewesen wäre, die Anschuldigungen gegen Hilger von der GPU erhoben worden waren. Damit waren nicht nur zwischenstaatliche, sondern vor allem auch innerstaatliche Befindlichkeiten und Machtstrukturen tangiert. Keine der beiden Regierungen war bereit, einen Rückzieher zu machen. Brockdorff-Rantzau war verärgert über die Hartnäckigkeit der Russen und brach die Wirtschaftsverhandlungen ab. Er drohte, Moskau zu verlassen, wenn keine Ehrenerklärung zugunsten von Hilger abgegeben würde. Er bat zusätzlich Stresemann um die Erlaubnis, Moskau nach eigenem Ermessen verlassen zu können und die Wirtschaftsdelegation nach Hause schicken zu dürfen. Stresemann allerdings beharrte darauf, dass es wichtig sei, keine Chance für eine Lösung auszulassen, und wies Brockdorff-Rantzau sowie die Wirtschaftsdelegation an, in Moskau zu bleiben. Nach einer langen Reihe von Konferenzen zwischen der Botschaft und der Narkomindel wurde schließlich eine Lösung gefunden. Am 8. August 1925 veröffentlichte die Iswestija eine Erklärung der deutschen Botschaft, in der es hieß, dass Hilger im endgültigen Urteil nicht erwähnt worden sei und dass „auf der Grundlage von Verhandlungen, die seitdem geführt wurden, beide Regierungen die Angelegenheit als abgeschlossen betrachten“. Als Einschätzung dieser diplomatischen Auseinandersetzungen schreibt Lamar Cecil:

„Die Lösung der Ehrenfrage war eindeutig ein Kompromiss. Rantzau rühmte sich, dass nur seine wiederholten Drohungen, Moskau zu verlassen, Russland gezwungen hätten, Hilger zu entlasten, und sicherlich gab es einige Berechtigung für seinen Stolz. Das kritische Thema aus russischer Sicht war die Fortsetzung der Wirtschaftsgespräche. Tschitscherin befürchtete, dass, wenn Rantzau Moskau verlässt, die Wirtschaftsdelegation ihm sicher folgen und damit alle Hoffnung auf einen Wirtschaftsvertrag beenden würde. Daher hatte Tschitscherin zugestimmt, die deutsche Erklärung in der Iswestija zu veröffentlichen und ihre Bestätigung durch die Narkomindel zu erlauben. Aber auch Rantzau hatte große Zugeständnisse gemacht, nachdem er seine ursprüngliche Forderung aufgegeben hatte, dass die veröffentlichte Entlastung von Hilger von der russischen Regierung und nicht von der deutschen Botschaft ausgehen sollte. Noch wichtiger war, dass er es versäumt hatte, die Wirtschaftsgespräche von der Ehrenfrage zu trennen. Obwohl die Erklärung zu Hilger die Wirtschaftsgespräche nicht erwähnte, wurden die Verhandlungen kurz darauf wieder aufgenommen und führten zu einem deutsch-russischen Wirtschaftsvertrag, der im Oktober 1925 unterzeichnet wurde. Der Kompromiss zur Ehrenfrage beseitigte das größte Hindernis für die logische und lang erwartete Lösung des gesamten Vorfalls: einen Austausch von Kindermann und Wolscht gegen Skoblewsky.“

## Das Ende der Kindermann-Wolscht-Affäre
Nach der Urteilsverkündung wartete auf Kindermann, Wolscht und von Dittmar eine mehrmonatige Haft verbunden mit der Ungewissheit über ihr eigenes weitere Schicksal. Kindermann schrieb, dass er die ganze Zeit über ständig auf die Vollstreckung des Urteils gewartet habe, also auf seine Erschießung. Er wusste demnach nichts von den diplomatischen Auseinandersetzungen und den Bemühungen der Sowjetregierung, Skobolewski frei zu bekommen. Am Weihnachtsabend 1925 wurde ihm erstmals Post von Freunden und seinen Eltern ausgehändigt. Daraus erfuhr er, dass er begnadigt worden sei. „Die OGPU. hatte es bisher jedoch nicht für nötig erachtet, mich von der Umwandlung des Urteils in eine zehnjährige Gefängnisstrafe überhaupt in Kenntnis zu setzen.“
Am 6. Juli 1925 hatte das Politbüro des ZK der Kommunistischen Allunions-Partei (Bolschewiki) beschlossen, eine Kommission zur Veröffentlichung der Gnadengesuche der „faschistischen Studenten“ zu bilden. Auch Kindermann hatte – auf Anregung der deutschen Botschaft – eins eingereicht, wobei er offen lässt, ob darin auch ein Schuldeingeständnis enthalten war, wie es zuvor bereits ein OGPU-Mitarbeiter von ihm verlangt hatte. Aus seiner Sicht war aber das Gnadengesuch selber bereits ein Schuldeingeständnis, da er sich für unschuldig hielt und deshalb glaubte, nicht um Gnade bitten zu müssen. Er habe nur dem Drängen des Botschaftsmitarbeiters nachgegeben. Erst Anfang Oktober 1925 gab es dann die vermutlich entscheidende Wende: „Am 1. Oktober 1925 nahm das Politbüro des ZK der KP Russlands einen nicht weiter ausgeführten Vorschlag Maksim Litvinovs bezüglich der verurteilten deutschen Studenten an. Vermutlich handelte es sich um den Vorschlag, Kindermann und Wolscht zu begnadigen.“ Wenige Tage danach wurde auch der Handelsvertrag zwischen Deutschland und Russland verabschiedet. Begleitend dazu liefen die Verhandlungen in Berlin um die Freilassung der im Tscheka-Prozess zum Tode Verurteilten: „Hinter verschlossenen Türen berieten die Diplomaten in Berlin. Die sowjetische Botschaft verhandelte direkt mit der deutschen Regierung und erzielte einen ersten Erfolg. Befriedigt teilte Litvinov dem Zentralkomitee am 27. Oktober mit, die deutsche Seite sei mit der gleichzeitigen Umwandlung der jeweiligen Todesstrafen in Haftstrafen für Kindermann, Wolscht und Skoblewsky einverstanden. Am 30. Oktober solle in Deutschland wie in der Sowjetunion die Begnadigung verkündet werden. Offiziell wandelte die sowjetische Justiz die Todesurteile am 31. Oktober 1925 in zehnjährige Haftstrafen um, vergaß jedoch – absichtlich oder nicht –, den Studenten diesen lebensrettenden Beschluss mitzuteilen, wie sich die deutsche Botschaft im Januar 1926 beschwerte.“ Diese Beschwerde führt Kindermann auf eine Initiative von ihm zurück, denn er hatte den schon erwähnten Brief seiner Eltern, durch den er von seiner Begnadigung erfahren hatte, an die deutsche Botschaft weiterleiten lassen. Auf diese Weise erst habe diese erfahren, so Kindermann, dass die Behörden ihn nicht informiert hatten, was dann zu der Beschwerde beim Außenministerium geführt habe.
In der Folge wurde Kindermann im Januar 1926 in das Butyrka-Gefängnis verlegt, wo er erstmals nach dem Prozess wieder mit Theodor Wolscht zusammentraf, der in der Nachbarzelle untergebracht war. Den beiden war es möglich, sich durch Klopfzeichen miteinander zu verständigen. Kindermann wurde hier im Februar 1926 erstmals offiziell über seine Begnadigung unterrichtet; das ihm gezeigte Schreiben trug das Datum vom 5. November 1925. Über sein weiteres Schicksal erfuhr er in den Folgemonaten jedoch nichts. Am 23. März 1926 erlag von Dittmar in der Lubjanka im Alter von 25 Jahren einem Herzschlag.
Auf diplomatischer Seite scheint im Frühjahr 1926 wenig passiert zu sein. Nach Happel hat der sowjetische Botschafter Krestinski im Mai 1926 erstmals mit Außenminister Stresemann über einen Gefangenenaustausch gesprochen. Ende Juni 1926 war sich die deutsche Seite offenbar schon sicher, dass es zu einem Austausch kommen werde, und am 5. Juli teilte auch Tschitscherin „dem Zentralkomitee mit, die Verhandlungen mit der deutschen Regierung über den Gefangenenaustausch verliefen gut. Er bat darum, Vorbereitungen für die Befreiung der Studenten und deren Aussiedlung zu treffen.“ Am 12. August 1926 stimmte das deutsche Kabinett, mehrheitlich, wie Happel betont, dem Austausch zu, und am 10. September erfolgte die Amnestie für Kindermann und Wolscht durch die sowjetischen Behörden. Kindermann allerdings beschreibt einen weniger reibungslosen Ablauf für die Zeit nach seiner Begnadigung im November 1925: „Als die Deutsche Regierung trotz aller wiederholten Aufforderungen der OGPU., die mit Hilfe des Außenkommissariats arbeitete, sich zu einem Austausch noch nicht verstehen wollte, ergriff die OGPU. eine weitere Initiative und verhaftete eine Anzahl deutscher Konsulatsbeamter in verschiedenen Städten der Sowjetunion. Wieder lautete die Anklage auf Spionage zugunsten der Deutschen Regierung, und ein zweiter Prozeß gegen Deutschland schien bevorzustehen. Diese Brüskierung konnte man in Berlin denn doch nicht mehr unbeachtet lassen. Nach vergeblichen Protesten wurde im September 1926 ein Abkommen zwischen den beiden Regierungen unterzeichnet, in dem sich Deutschland verpflichtete, den Tschekisten Skobolewski und einige seiner Genossen gegen Wolscht, mich und die deutschen Konsulatsbeamten und ihre Frauen auszutauschen.“
Lamar Cecil bestätigt diese Darstellung Kindermanns und verdeutlicht auch, warum es, wie zuvor erwähnt, nur zu einem mehrheitlichen deutschen Kabinettsbeschluss für den Gefangenenaustausch gekommen war. „Die deutschen Gerichte, obwohl sie schließlich dazu überredet wurden, die Gefangenen zu übergeben, waren zunächst zögerlich, Skobolewsky zu begnadigen, der vor kurzem wegen schwerer Verbrechen gegen die Republik für schuldig befunden worden war. Zweitens war die Reichswehr entschieden dagegen, einen Mann zu befreien, der nicht nur versucht hatte, den deutschen Staat zu untergraben, sondern auch den Chef der Reichswehr zu ermorden.“ Deshalb lehnte am 3. Juli 1926 eine Kabinettsmehrheit den Austausch ab, unter anderem auch deshalb, weil sie in einer Zustimmung zu dem Austausch eine Anerkennung der russischen Geiselpolitik erblickte. Als daraufhin unter anderem der deutsche Botschafter in Moskau Brockdorff-Rantzau auf die gefährlichen Auswirkungen eines solchen Beschlusses hinwies, fand am 20. Juli eine abermalige Kabinettsabstimmung statt. Diesmal stimmte eine knappe Mehrheit für den Austausch, doch die nun unterlegene Seite akzeptierte das nicht, und Reichswehrminister Otto Geßler legte gegen den Beschluss Beschwerde ein. Stresemann, der mit Brockdorff-Rantzau der Meinung war, dass bei einer Ablehnung des Austauschs die gesamte Außenpolitik auf dem Spiel stünde, ließ den Botschafter aus Moskau anreisen, „um Präsident Hindenburg, der allein Skobolewsky begnadigen und so den Austausch ermöglichen konnte, seinen Standpunkt darzulegen. Stresemann bat dann Reichskanzler Marx, eine außerordentliche Kabinettssitzung einzuberufen, um den Austausch von Skobolewsky zu erzwingen. Diese Sitzung fand am 12. August 1926 statt, und abermals sprach sich die Mehrheit für den Austausch aus. Bei dieser Gelegenheit konnte Gesslers Widerstand die Mehrheitsentscheidung jedoch nicht außer Kraft setzen. Das Begnadigungsgesuch wurde an Hindenburg weitergeleitet, der es bewilligte.“
Am 10. September 1926, Skobolewsky war inzwischen nach Moskau zurückgekehrt, wurden Kindermann und Wolscht durch einen Botschaftsangehörigen über ihre Freilassung informiert, und einen Tag später konnten sie die Butyrka verlassen. „Wolscht und ich stritten nachher noch lange über die nächsten Zukunftsaussichten. Der Gedanke, dieses gewohnte Leben im bolschewistischen Zuchthaus aufzugeben, kam uns zunächst seltsam vor. Wir wollten noch nicht so recht daran glauben …“ In einem Sonderwagen der GPU verließen sie Moskau per Zug und reisten nach Leningrad. Hier wurden sie nochmals in einem Gefängnis untergebracht, bevor sie von dort aus ihre Reise per Schiff nach Stettin fortsetzen konnten.
Was aus Wolscht nach seiner Rückkehr nach Deutschland geworden ist, ließ sich nicht ergründen. Ein letzter Hinweis auf ihn fand sich im Berliner Verordnungsblatt aus dem Jahre 1946: „Auf Antrag der Frau Gerda Wolscht, geb. Scheufelein, wohnhaft in Wiesbaden-Eigenheim, Eintrachtstraße 11, wird der Theodor Wolscht, geboren am 23. September 1901 in Frankfurt am Main, zuletzt wohnhaft in Berlin-Halensee, Cicerostraße 59, für tot erklärt. Als Zeitpunkt des Todes wird der 20. April 1945 festgestellt.“ Kindermann schrieb nach seiner Rückkehr „sein Erinnerungsbuch ›Zwei Jahre in Moskaus Totenhäusern‹, einen durchaus selbstgefälligen Bericht, und war einige Zeit im In- und Ausland als antisowjetischer Autor und Vortragender unterwegs. Skobolewski arbeitete in der Roten Armee, stieg bis zum Divisionskommandeur auf, bevor er im Stalinschen Terror 1939 erschossen wurde.“ Gustav Hilger setzte seine diplomatische Karriere als „Ostexperte“ fort und blieb auch während des Zweiten Weltkriegs der russlandpolitische Berater des Auswärtigen Amtes und danach wichtiger Berater der deutschen und US-amerikanischen Regierungen der 1950er und 1960er Jahre.